# Eddie Hick
Edward „Eddie“ Wakili-Hick (* 1987 in York) ist ein britischer Jazzmusiker (Schlagzeug, Komposition).

## Leben und Wirken
Hick begann mit sieben Jahren Trompete und mit neun Jahren Gitarre zu spielen. Seit er 13 Jahre alt war, widmete er sich dem Schlagzeugspiel. Im Alter von 16 Jahren schloss er sich den Transglobal Drummers an und begann unter Leitung von Jon Ward mit dem Djembe-Spiel; im folgenden Jahr reisten sie nach Ghana, wo sie beim Kusun Ensemble Musik und Tanz studierten. Im Alter von 18 Jahren erwarb er einen BTEC-Abschluss in Performance am Leeds College of Music und schrieb sich im folgenden Jahr für den BA-Studiengang Jazz ein. Dies gab ihm die Möglichkeit, bei Ronnie Bottomley, Dave Walsh, Omar Puente, Rod Youngs und Lucky Ranku zu studieren. Im Studium trat er zunächst in lokalen Clubs und Bars mit lokalen Musikern auf; zudem begann er mit dem South Trio (Elegy for a Raver) und mit Tomorrows Warriors zu spielen. 2009 schloss er sein Bachelor-Studium am Leeds College of Music ab und erhielt die Sam Rose Bowl für herausragende Leistungen sowie den John Scheerer Drum Award.
Nach dem Studium zog Hick nach London, wo er sein eigenes Quartett mit der Trompeterin Sheila Maurice-Grey, dem Vibraphonisten David Mrakpor und dem Bassisten Ben Hazleton gründete. Daneben gehörte er zu Gilad Atzmons Orient House Ensemble, mit dem seit 2010 zwei Alben entstanden, ebenso mit dem Ariya Astrobeat Arkestra. 2011 nahm er den Titelsong der Olympischen Spiele 2012 in London, „Everywhere in the World“ von Mark Ronson und Katy B, auf und wurde in dem Musikvideo gefilmt. In einer Folge des ITV-Krimis Grantchester trat er mit Gloria Dee and Her Quartet auf.
Seit 2019 war Hick Mitglied von Sons of Kemet, an dessen Album The Queen Is a Reptile er bereits als zusätzlicher Schlagzeuger beteiligt war. Zudem arbeitete er mit Alicia Keys, Angélique Kidjo, Robert Glasper, Dave Liebman, Bobby Watson, Nigel Kennedy, Tinie Tempah, Florence Welch, Bill Laurance/Michael League, Bruce Barth, Deborah Brown,  Jeremy Pelt, Kadri Gopalnath, Sarah Gillespie und Gary Crosby. Er ist auch auf Alben von Ashley Henry, Juliet Kelly, Nala Sinephro und von Uniting of Opposites zu hören. Mit seinem Perkussionsorientierten Nok Cultural Ensemble legte er 2022 das Album Njhyi vor.
Hick unterrichtet bei den Kursen der Global Music Foundation in Großbritannien und Europa.